# Mother's Daughter (chanson)
Pour les articles homonymes, voir Mother's Daughter.
Singles de Miley Cyrus
Nothing Breaks Like a Heart
(2019) On a Roll
(2019)
Mother's Daughter est une chanson de la chanteuse américaine Miley Cyrus. Sortie le 11 juin 2019 par RCA Records, il s'agit du single principal de son EP She Is Coming (2019) et de son 7e album studio à venir She Is Miley Cyrus (2019). La chanson est écrite par Cyrus, Alma et Andrew Wyatt.

## Composition et paroles
Mother's Daughter dure 3 minutes et 39 secondes. La chanson est écrite et composée par Miley Cyrus, Alma et Andrew Wyatt qui en assure également la production. Les paroles sont décrites comme étant un hymne à l'autonomie des femmes. Il met l'accent sur la relation qu'unit une mère et sa fille et rappelle comment la mère de la chanteuse Tish Cyrus, lui a dit ce qu'elle « ferait » en chantant. De plus, Cyrus se décrit comme « nasty and evil » (« méchante et malfaisante ») et explique qu'il ne faut pas se jouer de sa liberté de faire ce qu'elle veut.

## Clip
Le clip vidéo officiel est sorti le 2 juillet 2019 et a été réalisé par Miley Cyrus et Alexandre Moors. La vidéo est présentée au format 4/3. Miley Cyrus porte une combinaison en latex rouge ou elle est présente sur un cheval en Jeanne d'Arc. Plusieurs personnalités interviennent comme Aaron Philip, mannequin noire, transgenre, Paige Fralix, la danseuse Amazon Ashley ou encore Lacey Baker (en), star du skate féminin et Casil McArthur, mannequin transgenre.  

## Classements
| Chart (2019)                    | Peak position |
| ------------------------------- | ------------- |
| Allemagne (Media Control AG)    | 75            |
| Australie (ARIA)                | 21            |
| Autriche (Ö3 Austria Top 40)    | 49            |
| Belgique (Flandre Ultratip 100) | 9             |
| Belgique (Wallonie Ultratip 50) | 38            |
| Canada (Hot 100)                | 31            |
| États-Unis (Hot 100)            | 54            |
| États-Unis (Adult Pop Songs)    | 40            |
| États-Unis (Pop Airplay)        | 33            |
| France (SNEP Streaming)         | 177           |
| Italie (FIMI)                   | 86            |
| Pays-Bas (Single Top 100)       | 100           |
| Pologne (ZPAV)                  | 58            |
| Royaume-Uni (UK Singles Chart)  | 29            |
| Suède (Sverigetopplistan)       | 76            |
| Suisse (Schweizer Hitparade)    | 48            |

## Crédits
- Miley Cyrus – chant, auteure-compositrice
- Alma – auteure-compositrice
- Andrew Wyatt – producteur, auteur-compositeur
- Jacob Munk – ingénieur du son
- John Hanes – ingénieur du son
- Tay Keith – programmateur
- Serban Ghenea – ingénieur mixage